# Безобразово (деревня, Москва)
Безобразово — деревня в Троицком административном округе Москвы (до 1 июля 2012 года была в составе Подольского района Московской области). Входит в состав района Вороново.

## Население
| 1859 | 1890 | 1899 | 1926 | 2002 | 2006 | 2010 |
| ---- | ---- | ---- | ---- | ---- | ---- | ---- |
| 163  | ↗186 | ↘149 | ↗230 | ↘27  | ↗32  | ↗33  |

Согласно Всероссийской переписи, в 2002 году в деревне проживало 27 человек (13 мужчин и 14 женщин). По данным на 2005 год в деревне проживало 32 человека.

## География
Деревня Безобразово расположена в центральной части Троицкого административного округа, на реке Моче примерно в 27 км к западу от центра города Подольска. В километре к востоку от деревни проходит Калужское шоссе А130, в 6 км к северу — Варшавское шоссе, в 8 км к северо-востоку — Московское малое кольцо А107.
В деревне 4 улицы — Придорожная, Речная, Садовая и Центральная, приписаны 10 садоводческих товариществ и детский оздоровительный лагерь. Ближайший населённый пункт — деревня Рыжово.

## История
В «Списке населённых мест» 1862 года — владельческая деревня 1-го стана Подольского уезда Московской губернии по правую сторону старокалужского тракта, в 27 верстах от уездного города и 3 верстах от становой квартиры, при реке Моче, с 14 дворами и 163 жителями (69 мужчин, 94 женщины).
По данным на 1899 год — деревня Вороновской волости Подольского уезда с 149 жителями.
В 1913 году — 31 двор.
По материалам Всесоюзной переписи населения 1926 года — деревня Рыжовского сельсовета Вороновской волости Подольского уезда в 2,1 км от Калужского шоссе и 23,5 км от станции Зосимова Пустынь Киево-Воронежской железной дороги, проживало 230 жителей (99 мужчин, 131 женщина), насчитывалось 35 крестьянских хозяйств.
1929—1946 гг. — населённый пункт в составе Красно-Пахорского района Московской области.
1946—1957 гг. — в составе Калининского района Московской области.
1957—1963, 1965—2012 гг. — в составе Подольского района Московской области.
1963—1965 гг. — в составе Ленинского укрупнённого сельского района Московской области.